# Campeonato Italiano de Rugby 1972-73
El Campeonato de Rugby de Italia de 1972-73 fue la cuadragésimo tercera edición de la primera división del rugby de Italia.

## Sistema de disputa
Los equipos se enfrentaron en condición de local y de visitante a cada uno de sus rivales.
El equipo que al finalizar el torneo se encuentre en la primera posición se declara automáticamente como campeón.
Mientras que los dos últimos equipos descenderán directamente a la segunda división.

## Desarrollo
- Tabla de posiciones:[1]

| Pos. | Equipo             | Encuentros | Encuentros | Encuentros | Encuentros | Tantos | Tantos | Tantos | Puntos |
| Pos. | Equipo             | PJ         | PG         | PE         | PP         | F      | C      | Dif    | Puntos |
| ---- | ------------------ | ---------- | ---------- | ---------- | ---------- | ------ | ------ | ------ | ------ |
| 1.º  | Petrarca Padova    | 22         | 17         | 2          | 3          | 452    | 159    | +293   | 36     |
| 2.º  | CUS Genova         | 22         | 17         | 1          | 4          | 374    | 185    | +189   | 35     |
| 3.º  | Rugby Rovigo       | 22         | 14         | 3          | 5          | 292    | 146    | +146   | 31     |
| 4.º  | Fiamme Oro         | 22         | 12         | 2          | 8          | 318    | 224    | +94    | 26     |
| 5.º  | L'Aquila Rugby     | 22         | 11         | 2          | 9          | 279    | 235    | +44    | 24     |
| 6.º  | Treviso            | 22         | 10         | 1          | 11         | 248    | 255    | -7     | 21     |
| 7.º  | Frascati Rugby     | 22         | 9          | 2          | 11         | 251    | 309    | -58    | 20     |
| 8.º  | CUS Roma           | 22         | 9          | 1          | 12         | 198    | 303    | -105   | 19     |
| 9.º  | Rugby Roma Olimpic | 22         | 9          | 0          | 13         | 287    | 374    | -87    | 18     |
| 10.º | Amatori Catania    | 22         | 8          | 1          | 13         | 115    | 251    | -136   | 17     |
| 11.º | Rugby Parma        | 22         | 6          | 2          | 14         | 197    | 340    | -143   | 14     |
| 12.º | CUS Napoli         | 22         | 1          | 1          | 20         | 138    | 488    | -350   | 3      |

|  | Campeón.                 |
|  | Descendido a la Serie B. |

| Bandera de Italia |
| Campeón Petrarca  |
| Cuarto título     |